# Järnvägsarkeologi

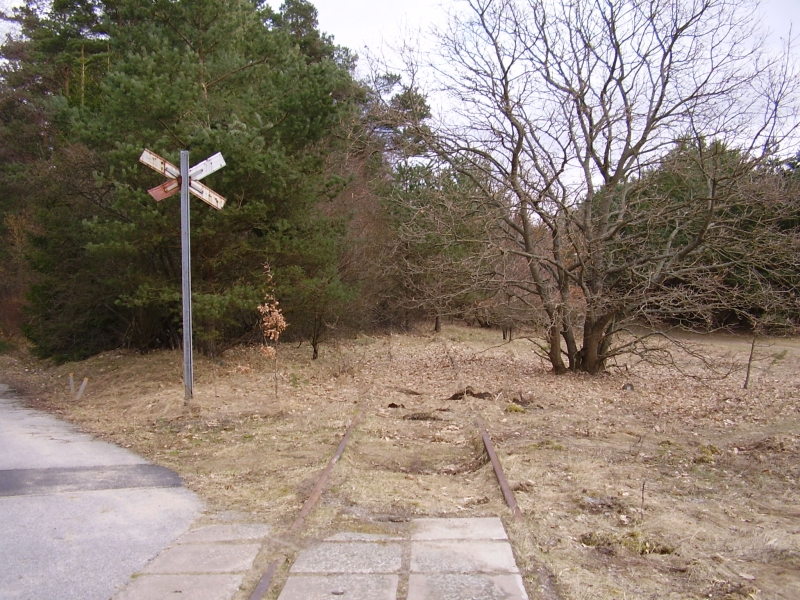
Järnvägsövergång i östra Veberöd där Ängavägen passerar över den tidigare linjen Malmö - Sjöbo - Simrishamn, MSJ

Järnvägsarkeologi kallas sökandet i fält efter lämningar av gamla järnvägar. Det kan röra sig om banvallsrester, gamla stationshus, rester av signalanläggningar, spår i åkermark i form av skiftningar där tidigare en järnväg gått fram och andra föremål som tillhör en järnväg som kvarlämnats.
Oftast hittar man kända lämningar, som egentligen inte kan kategoriseras som arkeologi då lämningen är dokumenterad och ofta även förekommer i kartor. Exempel på sådana är nedlagda järnvägar där mycket av anläggningen lämnats för fäfot, se exemplet på järnvägsövergång i Veberöd. Slarvigt brukar man även kategorisera sådana lämningar under benämningen järnvägsarkeologi.

Under kategorin järnvägsarkeologi kommer snarare mera udda, bortglömda företeelser, som inte är väldokumenterade. 
Exempel på rest kan vara ett hål för en så kallad kotrumma − en sorts färist för järnvägsbruk. Kotrummor fanns endast på ångspårvägar, såsom Gärds Härads Järnväg varifrån bilderna kommer, där man undantogs från stakettvånget (dvs att järnvägen skall inhägnas för att skydda omgivningen för dess framfart) då hastigheten var låg, enbart 20 km/h. Banan kunde då dras rakt över åker och äng, varför man i stället för stängsel byggde passager för järnvägen in på ängarna så att djuren inte kunde smita ut. Anordningen är väldigt speciell och inte särskilt vanlig.

Kotrumma vid Gärds Härads Järnväg
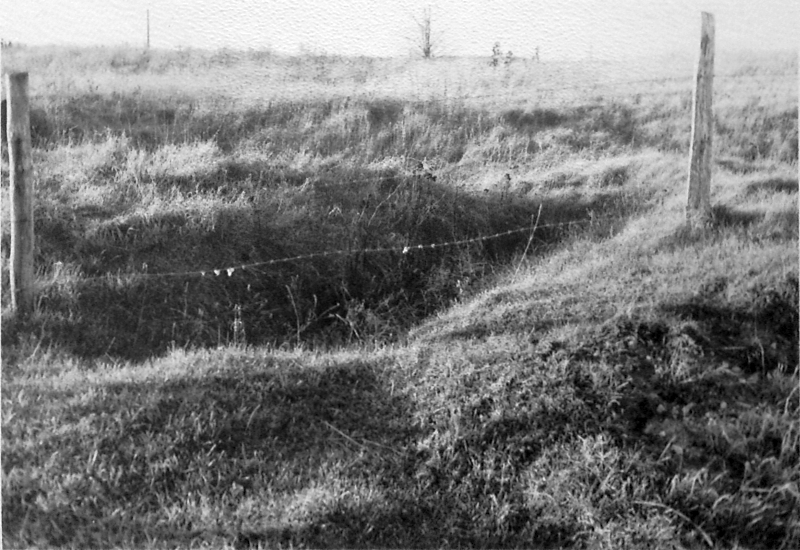
Hål för kotrumma
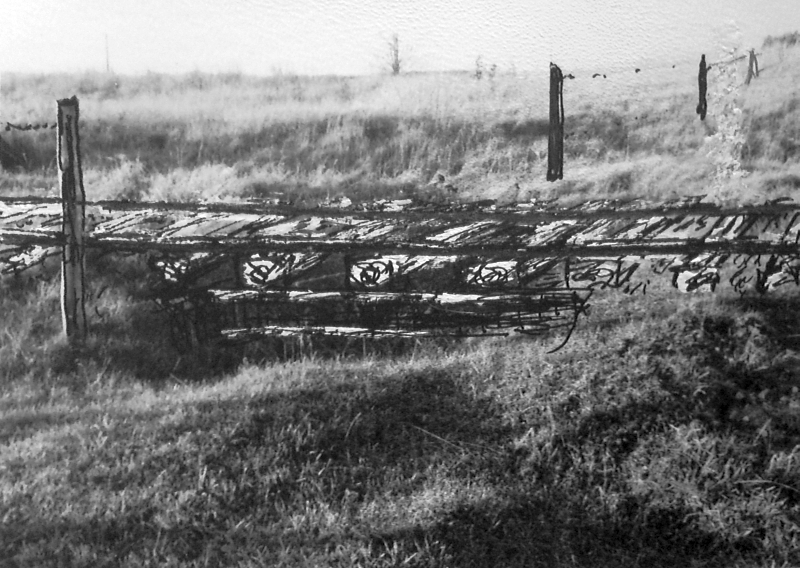
Skiss på kotrummans utseende